# سکس برای بقا
سکس برای بقا (انگلیسی: Survival sex) یا رابطهٔ جنسی برای زنده ماندن نوعی تن‌فروشی است که شخص به دلیل نیاز شدید به آن دست می‌زند. این عنوان، افراد بی‌خانمان یا محروم در جامعه، تجارت جنسی برای غذا، مکانی برای خواب، سایر نیازهای اولیه یا مواد مخدر را توصیف می‌کند. این اصطلاح توسط تاجران جنسی، محققان فقر و امدادگران استفاده می‌شود.

## رواج
سکس برای بقا در سراسر جهان رایج است و در بسیاری از کشورها از جمله افغانستان، ایالات متحده آمریکا، کانادا، مکزیک، فیلیپین، تایلند، نیوزیلند، کلمبیا، کنیا، اوگاندا و آفریقای جنوبی به‌طور گسترده مورد مطالعه قرار گرفته‌است.
محققان تخمین می‌زنند که از بین جوانان بی خانمان در آمریکای شمالی، از هر سه نفر یک نفر درگیر رابطه جنسی برای زنده ماندن است. در یک مطالعه بر روی جوانان بی خانمان در لس آنجلس، حدود یک سوم از زنان و نیمی از مردان بیان کردند که درگیر سکس برای بقا بودند. احتمال تن دادن به سکس برای بقا با تعداد روزهایی که یک جوان بی خانمان بوده، تجربه قربانی شدن، درگیر شدن در رفتار مجرمانه، استفاده از مواد غیرقانونی، اقدام به خودکشی، بارداری یا داشتن یک بیماری آمیزشی، افزایش می‌یابد.
طبق یک مطالعه، کودکان خیابانیِ لزبین، گی، دوجنس‌گرا و تراجنسیتی، سه برابر بیشتر از همتایان دگرجنس‌گرای خود درگیر سکس برای بقا هستند. در مطالعه ای دیگر مشخص شد که جوانان تراجنسیتی بیشتر از همهٔ گروه‌های قبلی، مستعد درگیر شدن در سکس برای بقا هستند.
سکس برای بقا در اردوگاه پناهندگان رایج است. در اردوگاه‌های مهاجرت اجباری داخلی در شمال اوگاندا، جایی که ۱٫۴ میلیون غیرنظامی به دلیل درگیری بین نیروهای دولتی اوگاندا و جنگجویان ارتش مقاومت خدا آواره شده‌اند، دیده‌بان حقوق بشر در سال ۲۰۰۵ گزارش داد که زنان و دختران آواره با سایر ساکنان اردوگاه، پرسنل دفاع محلی و سربازان دولت اوگاندا، رابطه جنسی برای زنده ماندن داشته‌اند.

## انگیزه‌ها
برخی از محققان می‌گویند که کودکان خیابانی همیشه رابطه جنسی برای بقا را بهره‌کشی نمی‌دانند: بلکه گاهی آن را به عنوان «آغاز یک رابطه بالقوه» توصیف می‌کنند. با توجه به اینکه یکی از قوی‌ترین پیش‌بینی‌کننده‌های درگیر شدن در سکس برای بقا، سابقه قبلی سوءاستفاده جنسی توسط مراقبان بزرگسال است، برخی از محققان این نظریه را مطرح می‌کنند که به جای اینکه کودکان خیابانی از روی ناامیدی به سکس برای بقا سوق داده شوند، ممکن است در حال بازتولید رفتار آشنا و الگوهای رابطه باشند.